# 게르하르트 호흐실트
게르하르트 파울 호흐실트(독일어: Gerhard Paul Hochschild IPA: [ˈɡeːɐhaʁt paʊl ˈhoːxʃɪlt], 1915년 4월 29일 ~ 2010년 7월 8일)는 독일 태생의 수학자이다. 리 군론, 대수군론, 호몰로지 대수학, 대수적 수론에 기여하였다.

## 생애
1915년 베를린에서 유대인 중산층 가정에게 태어났다. 나치 당이 정권을 잡아 반유대주의 정책을 펴자 호흐실트 가족은 1933년 남아프리카 케이프타운으로 피난하였다.
케이프타운 대학교에서 학사와 석사 학위를 마치고, 프린스턴 대학교에 입학하여 클로드 슈발레 아래 1941년 박사 학위를 수여받았다.  이후 제2차 세계 대전이 일어나는 동안 미군에 징병되었다. 전쟁 중인 1942년 6월에 미국 시민권을 획득하였다.
1948년에 일리노이 대학교 어배너-섐페인의 수학 교수가 됐고 1958년에 캘리포니아 대학교 버클리로 이직하였다.
1982년에 버클리에서 은퇴했고 2010년 7월 8일에 캘리포니아주 버클리 근처의 엘세리토(영어: El Cerrito)에서 향년 95세의 일기로 사망하였다.

## 출판물
- Hochschild, G. (1945), “On the cohomology groups of an associative algebra”, 《Annals of Mathematics》, Second Series 46 (1): 58–67, doi:10.2307/1969145, ISSN 0003-486X, JSTOR 1969145, MR 0011076, S2CID 124400094
- Hochschild, G.; Nakayama, Tadasi (1952), “Cohomology in class field theory”, 《Annals of Mathematics》, Second Series 55 (2): 348–366, doi:10.2307/1969783, ISSN 0003-486X, JSTOR 1969783, MR 0047699
- Hochschild, G. (1965), 《The structure of Lie groups》, San Francisco, Calif.: Holden–Day Inc., MR 0207883
- Hochschild, G. (1971), 《Introduction to affine algebraic groups》, San Francisco, Calif.: Holden–Day Inc., MR 0277535
- Hochschild, Gerhard Paul (1981), 《Basic theory of algebraic groups and Lie algebras》, Graduate Texts in Mathematics 75, Berlin, New York: Springer-Verlag, ISBN 978-0-387-90541-9, MR 620024
- Hochschild, Gerhard Paul (1983), 《Perspectives of elementary mathematics》, Berlin, New York: Springer-Verlag, ISBN 978-0-387-90848-9, MR 710303

## 참고 문헌
- Ferrer Santos, Walter (2011). “Gerhard Hochschild (1915/2010): A mathematician of the XXth century” (영어). arXiv:1104.0335.
- Ferrer Santos, Walter; Moskowitz, Martin, 편집. (2011). “Gerhard Hochschild (1915-2010)” (PDF). 《Notices of the American Mathematical Society》 (영어) 58 (8): 1078–1099. ISSN 0002-9920.